# وودفورد گرین
وودفورد گرین (به انگلیسی: Woodford Green) یک ناحیه در بریتانیا است که در منطقه ردبریج لندن واقع شده‌است.